# Asura anaemica
Asura anaemica là một loài bướm đêm thuộc phân họ Arctiinae, họ Erebidae.